# 烏斯季傑古塔
44°05′14″N 41°58′24″E / 44.08722°N 41.97333°E
烏斯季傑古塔（俄语：Усть-Джегута́）是俄羅斯卡拉恰伊-切爾克斯共和國北部的一個城市，位於庫班河右岸，距州府切爾克斯克以南15公里。2002年人口32,903人。
1975年建市。